# ATTAC

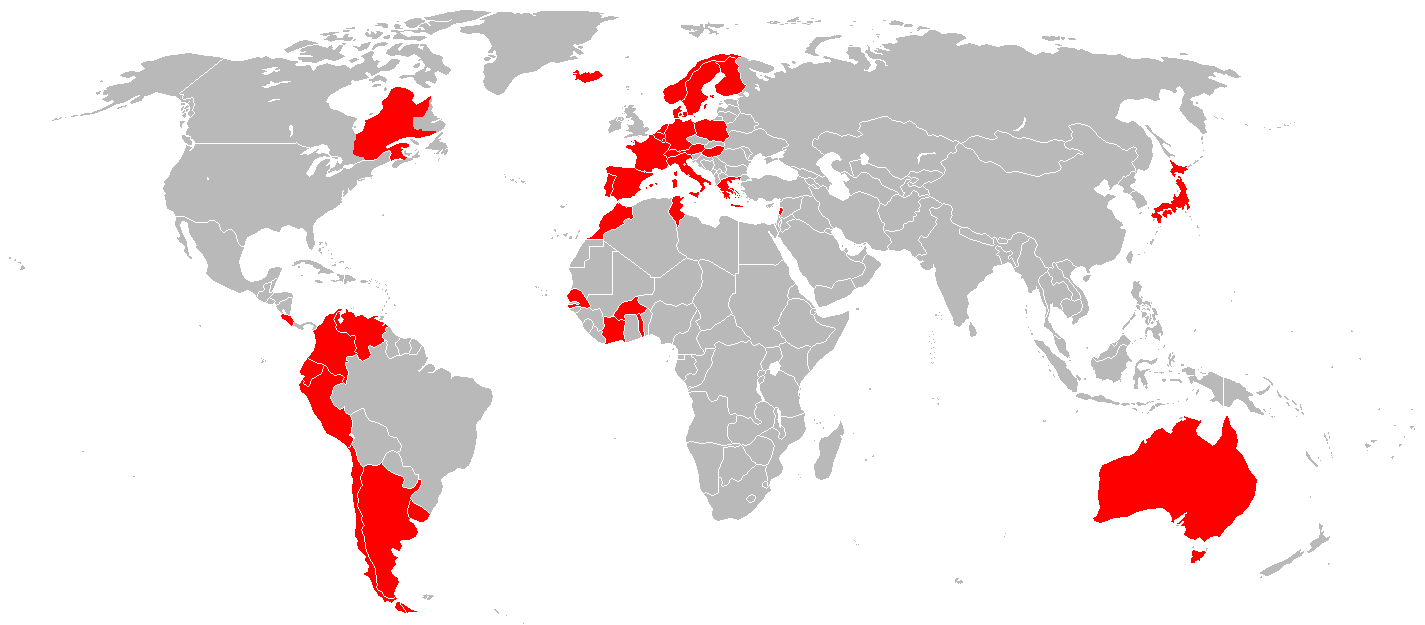
Kraje, w których znajdują się oddziały ATTAC

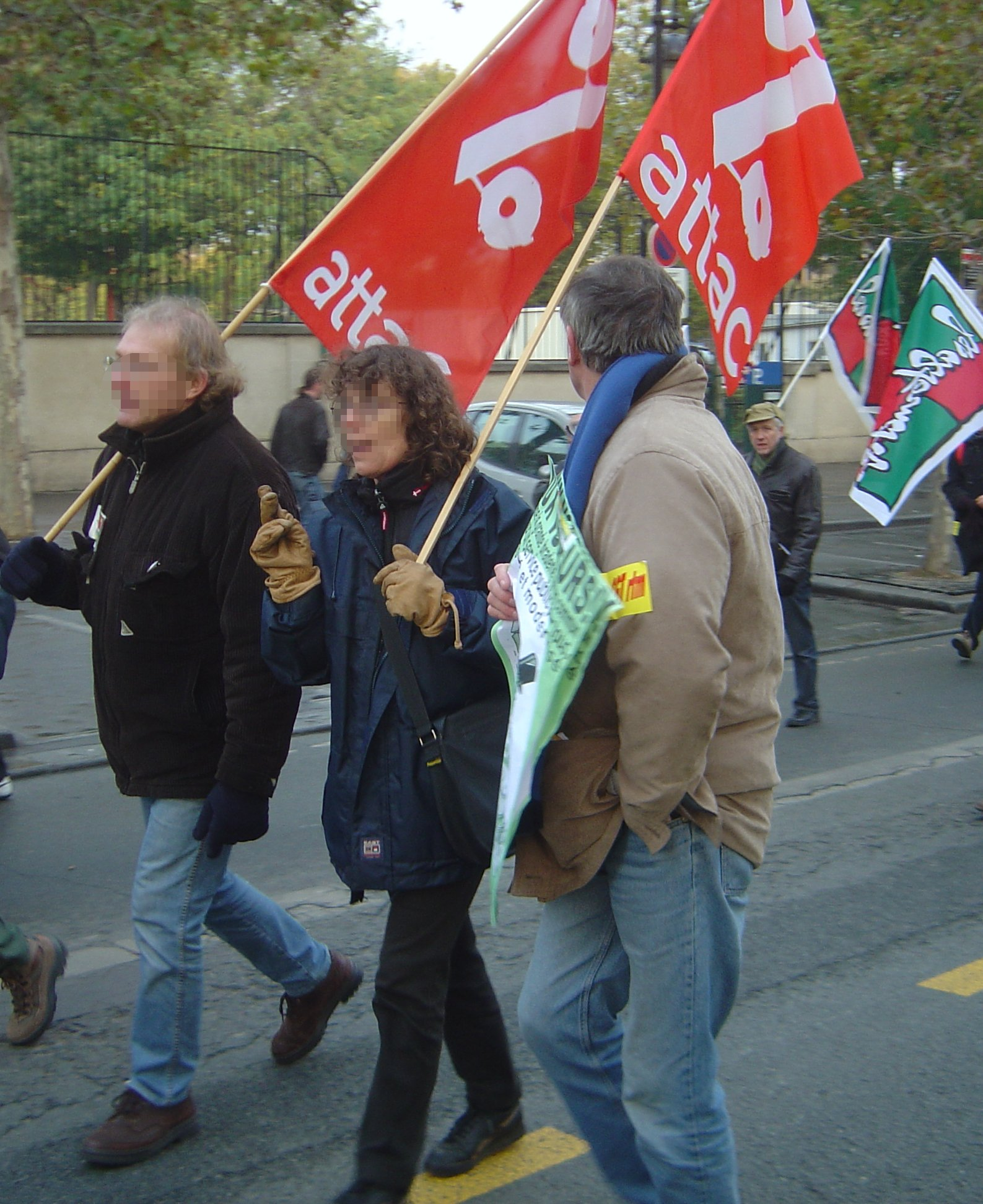
Manifestacja członków ruchu ATTAC w Paryżu (19 listopada 2005)

ATTAC (fr. Association pour la Taxation des Transactions pour l’ Aide aux Citoyens lub ang. Association for the Taxation of Financial Transactions for the Aid of Citizens – Obywatelska Inicjatywa Opodatkowania Obrotu Kapitałowego) – międzynarodowy ruch społeczny, powstały w grudniu 1998 w Paryżu, mający pierwotnie na celu propagowanie wprowadzenia podatku Tobina. Później organizacja dołączyła inne postulaty takie jak:
- likwidacja rajów podatkowych,
- zmiana zasad kredytowania państw trzeciego świata,
- likwidacja tzw. tanich bander w transporcie morskim,
- likwidacja nieuzasadnionych ulg,
- przestrzeganie praw jednostek, wspólnot i narodów,
- odrzucenie układu GATS(inne języki),
- dochód podstawowy (ATTAC Polska),
- odrzucenie europejskiego traktatu konstytucyjnego,
- odrzucenie tzw. Dyrektywy Bolkesteina.

## ATTAC w Polsce
ATTAC Polska powstał w 2001 roku. Jego formalnymi (wpis w KRS) założycielami byli: Stefan Adamski, Joanna Duda-Gwiazda i Andrzej Gwiazda.
Pierwsze walne zebranie, na którym wybrano władze stowarzyszenia i nakreślono kierunki działania, odbyło się w Gdańsku, 15 września 2001 roku. Obecni na spotkaniu byli działacze francuskiego ATTAC, wraz z Ewą Kubasiewicz-Houée. Pierwszym przewodniczącym zarządu stowarzyszenia został Maciej Muskat, a wiceprzewodniczącą Joanna Duda-Gwiazda. Później przewodniczącą stowarzyszenia została Ewa Ziółkowska.
Członkiem honorowym stowarzyszenia był Tadeusz Kowalik, jest nim Maria Szyszkowska.